# Typhula struthiopteridis
Typhula struthiopteridis är en svampart som beskrevs av Corner 1970. Typhula struthiopteridis ingår i släktet Typhula och familjen trådklubbor.   Inga underarter finns listade i Catalogue of Life.